# Joey Bart
Joseph Andrew Bart (Buford, Georgia, 15 de diciembre de 1996), más conocido como Joey Bart, es un jugador profesional estadounidense de béisbol que se desempeña en la posición de cácher en Pittsburgh Pirates, equipo de las Grandes Ligas de Béisbol (MLB).

## Carrera
Bart hizo su debut en la MLB con el equipo San Francisco Giants, en el cual jugó cuatro temporadas (2020-2023), después pasó a Pittsburgh Pirates, donde lleva jugando una temporada.